# 대한민국 민법 제97조
대한민국 민법 제97조는 법인 관련 벌칙에 대한 민법총칙 조문이다. 2022년 12월 13일에 법률 제19069호로 일부개정되어 시행되었다. 1항의 해태하다는 것은 게을리 하다는 뜻이다.

## 조문
제97조(벌칙) 법인의 이사, 감사 또는 청산인은 다음 각호의 경우에는 500만원 이하의 과태료에 처한다. 
1. 본장에 규정한 등기를 해태한 때

2. 제55조의 규정에 위반하거나 재산목록 또는 사원명부에 부정기재를 한 때

3. 제37조, 제95조에 규정한 검사, 감독을 방해한 때

4. 주무관청 또는 총회에 대하여 사실아닌 신고를 하거나 사실을 은폐한 때

5. 제76조와 제90조의 규정에 위반한 때

6. 제79조, 제93조의 규정에 위반하여 파산선고의 신청을 해태한 때

7. 제88조, 제93조에 정한 공고를 해태하거나 부정한 공고를 한 때

第97條(罰則) 法人의 理事, 監事 또는 淸算人은 다음 各號의 境遇에는 500만원 이하의 過怠料에 處한다.  <개정 2007. 12. 21.>
1. 本章에 規定한 登記를 懈怠한 때
2. 第55條의 規定에 違反하거나 財産目錄 또는 社員名簿에 不正記載를 한 때
3. 第37條, 第95條에 規定한 檢査, 監督을 妨害한 때
4. 主務官廳 또는 總會에 對하여 事實아닌 申告를 하거나 事實을 隱蔽한 때
5. 第76條와 第90條의 規定에 違反한 때
6. 第79條, 第93條의 規定에 違反하여 破産宣告의 申請을 懈怠한 때
7. 第88條, 第93條에 定한 公告를 懈怠하거나 不正한 公告를 한 때

## 해설
본 조항은 2007.12.21.에 개정되었다. 본 조는 민법의 조항임에도 공법적 규정이다. 

## 참고 문헌
- 오현수, 일본민법, 진원사, 2014. ISBN 978-89-6346-345-2
- 오세경, 대법전, 법전출판사, 2014 ISBN 978-89-262-1027-7
- 이준현, LOGOS 민법 조문판례집, 미래가치, 2015. ISBN 979-1-155-02086-9